# Waterskiën (strip)
Waterskiën is het 21ste stripverhaal van Samson en Gert. De reeks werd getekend door striptekenaarsduo Wim Swerts & Jean-Paul van den Broeck. Danny Verbiest, Gert Verhulst en Hans Bourlon namen de scenario's voor hun rekening. De strips werden uitgegeven door Studio 100. Het stripalbum verscheen in 1999.

## Personages
In dit verhaal spelen de volgende personages mee:
- Samson
- Gert
- Alberto Vermicelli
- Burgemeester Modest
- Jeannine De Bolle (figurant)
- Octaaf De Bolle
- De afgevaardigde van de minister

## Verhalen
Het album bevat de volgende drie verhalen:
1. Waterskiën
2. De muizenvallen
3. De sneeuwmannen

## Trivia
- De strip "De muizenvallen" is een variant op de aflevering "De muizenvallen" uit 1999.